# Смит, Тина
Тина Флинт Смит (англ. Tina Flint Smith; род. 4 марта 1958 года) — американский политик, вице-губернатор штата Миннесота с 2015 года, член Демократической партии США.

## Биография
Смит родилась в Альбукерке, штат Нью-Мексико. До поступления в колледж, она работала на Трансаласкинском нефтепроводе в Прадхо-Бей. Окончила Стэнфордский университет со степенью в области политологии, а затем получила степень магистра делового администрирования в Дартмутском колледже.
Смит переехала в Миннесоту в 80-х годах для работы в компании General Mills. Позже она основала собственную маркетинговую фирму и занимала должность вице-президента организации Planned Parenthood в Миннесоте, Северной Дакоте и Южной Дакоте. С 2006 по 2010 Смит занимала должность руководителя администрации мэра Миннеаполиса Р.Т. Райбэка.
С 2011 года — руководитель администрации губернатора Миннесоты Марка Дейтона.
3 января 2018 года после отставки сенатора Эла Франкена вступила в должность сенатора США от Миннесоты по назначению губернатора Дейтона.